# Gestur Pálsson
Gestur Pálsson (Reykhólar, 25 settembre 1852 – Winnipeg, 19 agosto 1891) è stato uno scrittore islandese.
Seguace di Georg Brandes, nel 1882 pubblicò la novella che costituì il suo manifesto, La casa dell'amore. Nel 1887 fu autore di Sigurdur il barcaiolo e nel 1888 di Tre novelle, denuncia contro la società. Nel 1890 Gestur Pálsson emigrò negli Stati Uniti, dove morì l'anno successivo.